# Jean Mieg
Pour les articles homonymes, voir Mieg.
Jean Mieg est un peintre alsacien né à Mulhouse le 1er avril 1791 et mort en cette même ville le 27 avril 1862.

## Biographie
Jean Mieg naît le 1er avril 1791 à Mulhouse. Il est le cadet des onze enfants de Mathieu IV Mieg, membre de la famille d’industriels Mieg,. Après avoir terminé sa scolarité à Mulhouse, il est envoyé en 1804 à Vevey pour apprendre le français. Il est admis le 11 septembre 1807 à l’école des Beaux-Arts grâce au soutien de Charles Meynier. À la fin de ses études en 1812 il voyage en Suisse et en Italie avant de retourner à Mulhouse, où il travaille en collaboration avec le lithographe Godefroy Engelmann jusqu’en 1832. Entretemps, le 27 avril 1825, il se marie avec Anne-Catherine Heilmann, avec laquelle il n’aura pas d’enfants.
Après avoir arrêté de travailler avec Engelmann, Mieg devient associé dans la fabrique de drap de son père, qu’il dirige avec son frère Jean-Georges après le retrait de celui-ci en 1836. Il se retire de la direction en 1868 et reprend la peinture. Il n’arrête de peindre qu’en 1861, un an avant sa mort le 27 avril 1862.

## Œuvres

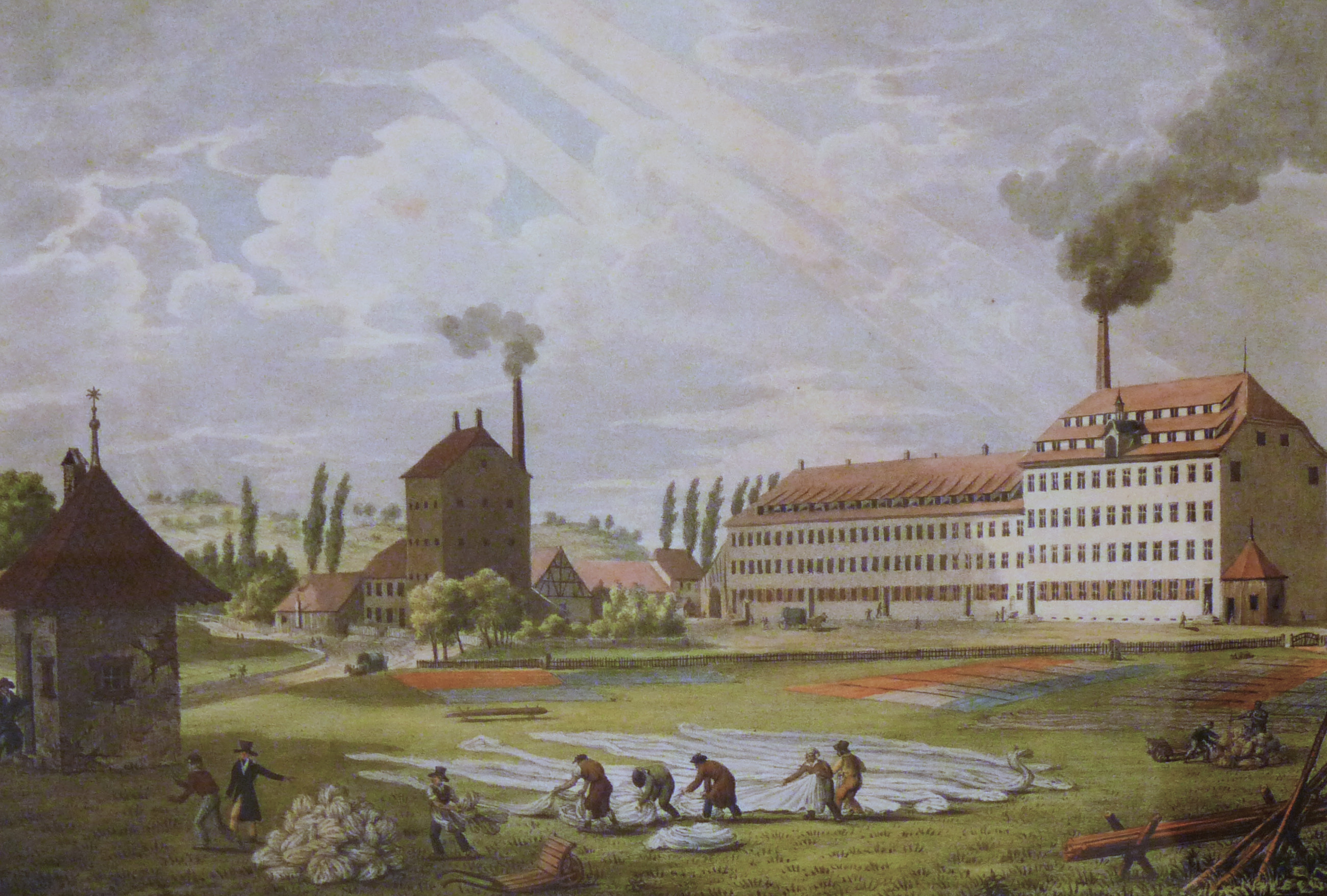
Fabrique d'indiennes et filature de Mrs Blech Fries & Cie à Dornach, lithographie aquarellée faisant partie de la série des Manufactures du Haut-Rhin, 1822-1825.

La production de Jean Mieg est assez variée : portraits, paysages, scènes de genre, etc. Il utilise la peinture à l’huile pour ses toiles, mais est aussi l’auteur d’un grand nombre d’aquarelles et de dessin à la mine de plomb. La série des Manufactures du Haut-Rhin est notamment issus de ces dessins. Le style est caractéristique de la mode de la première moitié du XIXe siècle, avec toutefois une recherche de la ressemblance et un soin du détails un peu plus marqué que d’usage.